# (37465) 6618 P-L
6618 P-L (asteroide 37465) é um asteroide da cintura principal. Possui uma excentricidade de 0.20253240 e uma inclinação de 2.32866º.
Este asteroide foi descoberto no dia 24 de setembro de 1960 por Cornelis Johannes van Houten e Ingrid van Houten-Groeneveld e Tom Gehrels em Palomar.